# Francisco Luis Martos
Francisco Luis Martos fue un político argentino, que ocupó el cargo de Interventor Federal y de Gobernador de Misiones entre el 14 de enero y el 1 de mayo de 1960.
Durante su corto mandato se producirían conflictos internos en la provincia y el intento de venta del Museo Municipal de Bellas Artes Lucas Braulio Areco, que tras no encontrar oferente sería convertido en comité radical pese a ser propiedad pública
Fue elegido Senador Nacional por la Unión Cívica Radical Intransigente por Misiones en 1958 y cumplió período entre 1960 y 1961.